# Новопеховский Первый
Новопеховский Первый — хутор в Тбилисском районе Краснодарского края.
Входит в состав Ванновского сельского поселения.

## Население
| 2002 | 2010 |
| ---- | ---- |
| 325  | ↘302 |

- ул. Волкова,
- ул. Песчаная.